# Ayanna Misola
Ayanna Misola (geb. am 12. Januar 2002) ist eine philippinische Schauspielerin.

## Leben
Misola gab 2021 ihr Debüt in Pornstar 2: Pangalawang putok und tritt vor allem in Erotik-Spielfilmen auf. Sie ist eine Vertragsschauspielerin des Streamingdienstes Vivamax, bzw. der zugehörigen Viva Artists Agency.
In Deutschland mit ihr erschienene Filme sind etwa Seventeen – Die Freundin meiner Tochter und Dish: Süße Rache, wo sie jeweils die Hauptrolle spielte. 

## Filmografie
- 2021: Pornstar 2: Pangalawang putok
- 2022: Siklo
- 2022: Seventeen – Die Freundin meiner Tochter
- 2022: Dish: Süße Rache
- 2022: Iskandalo (Miniserie)
- 2022: Bula
- 2022: The Woman Who Loses Herself
- 2022: Secrets of a Nympho (Fernsehserie)
- 2022: Bugso
- 2023: Salamat daks
- 2023: Pantaxa Laiya (Miniserie)
- 2024: Boy Kaldag
- 2024: West Philippine Sea Defenders (Fernsehserie)